# Перекрёсток Делэнси
«Перекресток Делэнси» — кинофильм. Романтическая комедия c Эми Ирвинг и Питером Ригертом в ролях, выпущенная в 1988 году. Она создана режиссёром Джоан Миклин Сильвер и основана на пьесе Сьюзан Сэндлер, которая также написала сценарий. Эми Ирвинг была номинирована на «Золотой глобус» как «Лучшая актриса в фильме — комедии / мюзикл».

## Сюжет
Изабель Гроссман (Эми Ирвинг) работает в книжном магазине в Нью-Йорке, она знает множество знаменитых авторов, которые читают свои произведения для посетителей этого магазина. Когда автор Антон Мэйс (Йерун Краббе) приезжает в книжный магазин, чтобы дать такое чтение, он увлекается Изабель, которая влюблена в интеллектуальный мир, сильно отличающийся от привычного ему, поскольку он получил традиционное еврейское воспитание. Режиссёру Джоану Сильверу удается столкнуть два различным мира и поставить главных героев в трудные ситуации .